# Live in Bucharest: The Dangerous Tour
Live in Bucharest: The Dangerous Tour je koncert u živo na DVD-u od američkog glazbenika Michaela Jacksona, održanog 1. listopada 1992. godine u Bukureštu. DVD je prethodno bio uključen u Michael Jackson: The Ultimate Collection  box set.
Koncertu je održan na nacionalnom stadionu u Bukureštu, gdje ga je posjetilo 70.000 obožavatelja. Ovaj koncert je jedini od Michaela Jacksona koji je objavljen na DVD-u.

## Popis pjesama
1. "Uvod"
2. "Jam"
3. "Wanna Be Startin' Somethin'"
4. "Human Nature"
5. "Smooth Criminal"
6. "I Just Can't Stop Loving You" (duet sa Siedah Garrettom)
7. "She's out of My Life"
8. "I Want You Back"
9. "The Love You Save"
10. "I'll Be There"
11. "Thriller"
12. "Billie Jean"
13. "Black Panther" (Video Interlude)
14. "Workin' Day and Night"
15. "Beat It"
16. "Will You Be There"
17. "Black or White"
18. "Heal the World"
19. "Man in the Mirror"
20. "Finale"
21. "Credits"

## Naklada
| Zemlja      | Naklada       | Prodaja |
| ----------- | ------------- | ------- |
| Australija  | 9x Platinasta | 135.000 |
| Japan       | Zlatna        | 100.000 |
| Novi Zeland | Zlatna        | 2.500   |
| Portugal    | Platinasta    | 8.000   |
| Španjolska  | Platinasta    | 25.000  |
| SAD         | Zlatna        | 50.000  |